# Formula di Faà di Bruno
La formula di Faà di Bruno (che prende il nome da Francesco Faà di Bruno) è la generalizzazione alle derivate di ordine superiore della ben nota formula per la derivata di una funzione composta (regola della catena).
La versione moderna della formula di Faà di Bruno si scrive come segue: se {\displaystyle u(x),f(x)} sono due funzioni di variabile reale e {\displaystyle (f\circ u)(x)} è la funzione composta, la derivata di ordine {\displaystyle j} di {\displaystyle (f\circ u)(x)} è data da
{\displaystyle D^{j}(f\circ u)=j!\sum _{\nu =1}^{j}{\frac {(D^{\nu }f)(u)}{\nu !}}\sum _{h_{1}+\cdots +h_{\nu }=j}{\frac {D^{h_{1}}u}{h_{1}!}}...{\frac {D^{h_{\nu }}u}{h_{\nu }!}}}
dove {\displaystyle D^{h}u} indica la derivata di ordine {\displaystyle h}, e la somma interna è effettuata su tutti i possibili valori interi di {\displaystyle h_{1},...,h_{\nu }\geq 1} la cui somma è uguale a {\displaystyle j}. Ad
esempio, quando {\displaystyle j=3},  per  {\displaystyle \nu =3}  si può scegliere: soltanto {\displaystyle (h_{1},h_{2},h_{3})=(1,1,1)},
per {\displaystyle \nu =2} si hanno le due scelte {\displaystyle (h_{1},h_{2})=(2,1)} oppure {\displaystyle (1,2)}, e per {\displaystyle \nu =1} soltanto {\displaystyle h_{1}=3}.
La versione originale della formula data da Faà di Bruno era leggermente più complicata,  in quanto nella somma interna i termini erano ordinati in modo diverso, raggruppando le derivate dello stesso ordine:
{\displaystyle D^{j}(f\circ u)=\sum (D^{k}f)(u){\frac {j!}{k_{1}!...k_{j}!}}\left({\frac {u'}{1!}}\right)^{k_{1}}\left({\frac {u''}{2!}}\right)^{k_{2}}...\left({\frac {D^{j}u}{j!}}\right)^{k_{j}}}
dove adesso la somma è estesa a tutti gli interi {\displaystyle k_{1},...,k_{j}\geq 0} che verificano le due condizioni {\displaystyle k_{1}+k_{2}+\cdots +k_{j}=k}. e {\displaystyle k_{1}+2k_{2}+\cdots +jk_{j}=j}.

## Citazioni
- F. Faà di Bruno, Sullo sviluppo delle funzioni, in Annali di Scienze Matematiche e Fisiche, vol. 6, 1855,  pp. 479-480, LCCN 06036680.